# Titularbistum Villamagna in Proconsulari
Villamagna in Proconsulari (ital.: Villamagna di Proconsolare) ist ein Titularbistum der römisch-katholischen Kirche.
Es geht zurück auf einen untergegangenen Bischofssitz in der gleichnamigen antiken Stadt, die in der römischen Provinz Africa proconsularis (heute nördliches Tunesien) lag. Der Bischofssitz war der Kirchenprovinz Karthago zugeordnet.
| Titularbischöfe von Villamagna in Proconsulari |                                                                                 |                                                   |                   |                   |
| Nr.                                            | Name                                                                            | Amt                                               | von               | bis               |
| 1                                              | Ernst Tewes                                                                     | Weihbischof in München und Freising (Deutschland) | 3. Juli 1968      | 16. Januar 1998   |
| 2                                              | Carlos García Camader                                                           | Weihbischof in Lima (Peru)                        | 16. Februar 2002  | 17. Juni 2006     |
| 3                                              | Gianfranco Ravasi Titularerzbischof pro illa vice                               | Kurienerzbischof                                  | 3. September 2007 | 20. November 2010 |
| 4                                              | Fernando Vérgez Alzaga LC seit 8. September 2021 Titularerzbischof pro hac vice | Kurienbischof Kurienerzbischof                    | 15. Oktober 2013  | 27. August 2022   |